# Hieracium altipes
Hieracium altipes là một loài thực vật có hoa trong họ Cúc. Loài này được (H.Lindb. ex Zahn) Üksip ex Schljakov mô tả khoa học đầu tiên năm 1989.